# PSD Bank Meeting
Le PSD Bank Meeting est une compétition internationale en salle d'athlétisme se déroulant tous les ans à l'Arena-Sportpark de Düsseldorf, en Allemagne. En 2017, l'épreuve fait partie du World Indoor Tour, circuit de meetings internationaux régi par l'IAAF. 
Le meeting est disputé pour la première fois en 2006. La douzième édition, qui s'est déroulée en 2017, a vu l'Espagnol Orlando Ortega réaliser une meilleure performance mondiale sur 60 m haies avec une victoire en 7 s 51, le Français Dimitri Bascou terminant deuxième dans le même temps. Sur 800 mètres, le Polonais Adam Kszczot a fait de même, remportant sa sixième victoire dans le meeting, dans le temps de 1 min 46 s 17. Au triple saut, la Portugaise Patrícia Mamona a remporté sa troisième victoire en trois épreuves du World Indoor Tour.
En 2018, le Chinois Su Bingtian bat le record d'Asie du 60 m en 6 s 43. Par ailleurs, trois meilleures performances mondiales sont établies : Tomáš Staněk au poids masculin, qui avec 22,17 m se hisse au 7e rang mondial de tous les temps en salle, Beatrice Chepkoech au 1 500 m féminin et Christina Manning au 60 m haies féminin.

## Records du meeting

### Hommes
| Épreuve          | Record         | Athlète                | Nationalité    | Date            | Réf.  |
| ---------------- | -------------- | ---------------------- | -------------- | --------------- | ----- |
| 60 m             | 6 s 43         | Su Bingtian            | Chine          | 6 février 2018  | [ 3 ] |
| 400 m            | 45 s 81        | Pavel Maslák           | Tchéquie       | 30 janvier 2014 | [ 5 ] |
| 800 m            | 1 min 45 s 42  | Adam Kszczot           | Pologne        | 30 janvier 2014 | [ 5 ] |
| 1 500 m          | 3 min 34 s 63  | Nixon Chepseba         | Kenya          | 11 février 2011 | [ 6 ] |
| 3 000 m          | 7 min 35 s 71  | Selemon Barega         | Éthiopie       | 4 février 2020  | [ 7 ] |
| 5 000 m          | 12 min 53 s 29 | Isiah Koech            | Kenya          | 11 février 2011 | [ 6 ] |
| 60 m haies       | 7 s 33         | Dayron Robles          | Cuba           | 8 février 2008  | [ 8 ] |
| Saut à la perche | 6,00 m         | Armand Duplantis       | Suède          | 4 février 2020  | [ 7 ] |
| Saut en longueur | 7,98 m         | Godfrey Khotso Mokoena | Afrique du Sud | 10 février 2012 | [ 9 ] |
| Saut en longueur | 7,98 m         | Ignisious Gaisah       | Ghana          | 10 février 2012 | [ 9 ] |
| Lancer du poids  | 22,17 m        | Tomáš Staněk           | Tchéquie       | 6 février 2018  | [ 4 ] |

### Femmes
| Épreuve          | Record        | Athlète              | Nationalité   | Date             | Réf.   |
| ---------------- | ------------- | -------------------- | ------------- | ---------------- | ------ |
| 60 m             | 7 s 06        | Murielle Ahouré      | Côte d'Ivoire | 8 février 2013   | [ 10 ] |
| 400 m            | 52 s 21       | Antonina Krivoshapka | Russie        | 10 février 2012  | [ 9 ]  |
| 800 m            | 1 min 59 s 69 | Tetyana Petlyuk      | Ukraine       | 6 février 2007   |        |
| 1 500 m          | 4 min 02 s 09 | Beatrice Chepkoech   | Kenya         | 4 février 2020   | [ 7 ]  |
| 60 m haies       | 7 s 77        | Christina Manning    | États-Unis    | 6 février 2018   | [ 4 ]  |
| Saut à la perche | 4,72 m        | Sandi Morris         | États-Unis    | 1er février 2017 | [ 11 ] |
| Saut en longueur | 6,60 m        | Funmi Jimoh          | États-Unis    | 11 février 2011  | [ 6 ]  |
| Triple saut      | 14,84 m       | Yargelis Savigne     | Cuba          | 3 février 2010   |        |